# Зловеща семейна история: 1984
Зловеща семейна история: 1984 е предстоящият девети сезон на хорър антологията на FX Зловеща семейна история, създадена от Райън Мърфи и Брад Фалчък. Премиерата на проекта е насрочена за 18 септември 2019 г. Екипът описва продукцията като силно повлияна от касапските хорър филми на 80-те, сред които Кошмари на Елм Стрийт и Петък 13-и.
В сезона участват познати на феновете на сериала актьори като Ема Робъртс, Били Лорд, Коди Фърн, Лесли Гросман, Джон Каръл Линч, както и нови членове на актьорския състав, сред които Гас Кенуорти, Анджелика Рос, Матю Морисън, ДеРон Хортън и Зак Вила. „1984“ е първият сезон, в който не участват Евън Питърс и Сара Полсън.
По информация, потвърдена от Мърфи, снимачният процес започва на 11 юли 2019 г.

## Сюжет
Както предполага заглавието на сезона, действието се развива през 1984 година. Обект на вниманието на зрителя са обитателите на летния лагер „Редууд“, ситуиран край езеро в гората. Привидно спокойното лято се превръща в кошмар за тях, когато сериен убиец започва да ги преследва и убива един по един, лишавайки ги от планирания отдих.

## Актьорски състав
- Ема Робъртс
- Гас Кенуорти
- Анджелика Рос
- Били Лорд
- Коди Фърн
- Лесли Гросман
- Матю Морисън
- ДеРон Хортън
- Зак Вила
- Джон Каръл Линч
- Лили Рейб (Гост Звезда - 3 епизода)
- Дилън Макдермът (Гост Звезда - 3 епизода)
- Фин Уитрък (Гост Звезда - 1 епизод)

## Списък с епизоди
| № в сериала | № в сезона | Заглавие                         | Режисьор      | Сценарист                 | Премиера             | Зрители (в млн.) |
| ----------- | ---------- | -------------------------------- | ------------- | ------------------------- | -------------------- | ---------------- |
| 95          | 1          | „Лагер Редууд“ (Camp Redwood)    | Брадли Бюекър | Райън Мърфи и Брад Фалчък | 18 септември 2019 г. | 2.13             |
| 96          | 2          | „Господин Джингълс“ (Mr.Jingles) | Джон Грей     | Тим Майнер                | 25 септември 2019 г. | 1.49             |